# The Wanderer (film 1913 IMP)
The Wanderer è un cortometraggio del 1913 interpretato da King Baggot. Non si conosce il nome del regista. Nello stesso anno, a maggio, uscì un altro film dallo stesso titolo e diretto da David W. Griffith.

## Produzione
Il film fu prodotto da Carl Laemmle per l'Independent Moving Pictures Co. of America (IMP).

## Distribuzione
Il film - un cortometraggio in una bobina - uscì nelle sale cinematografiche USA il 7 aprile, distribuito dall'Universal Film Manufacturing Company.